# Голдберг, Адам
А́дам Чарльз Го́лдберг (англ. Adam Charles Goldberg; род. 25 октября 1970 года, Санта-Моника, Калифорния) — американский актёр, режиссёр и продюсер.

## Ранние годы
Голдберг родился в Санта-Монике, штат Калифорния, и вырос неподалёку от курортного городка Майами-Бич, в семье Донны (урождённая Гебель) и Эрла Голдбергов. Его отец еврей, а мать римская католичка, Адам имеет также ирландские, французские и немецкие корни. После просмотра школьной драматической постановки по пьесе Шекспира, Голдберг увлёкся шоу-бизнесом и с раннего возраста начал изучать актёрское мастерство на различных семинарах. Он активно участвовал в театральных постановках когда жил в кампусе во время учёбы в колледже имени Сары Лоуренс.

## Карьера
Первой серьёзной работой Голдберга в кино стало появление в фильме Билли Кристала «Мистер субботний вечер», снятого в 1992 году. Роль грубого остряка, пехотинца Стэнли Меллиша в фильме Стивена Спилберга «Спасти рядового Райана» сделала его известным широкой аудитории. Также он исполнил главную роль в телесериале Fox Head Cases.
Голдберг сыграл роли Джерри, слуги-мертвеца Гавриила, персонажа Кристофера Уокена в сверхъестественном триллере «Пророчество», и больного психическим расстройством Эдди Менуека в комедийном сериале «Друзья». Помимо этого он сотрудничал с известными артистами озвучания, такими как Дэн Кастелланета и Чарли Адлер, озвучив персонажей в фильме «Бэйб: Поросёнок в городе» и мультсериале «Кот Ик». Одним из амплуа Голдберга являются «стереотипные еврейские» персонажи (например, в фильме «Под кайфом и в смятении» и сериала «Красавцы»).
Голдберг поучаствовал в съёмках документального фильма о группе The Flaming Lips The Fearless Freaks и исполнил второстепенную роль в научно-фантастической киноленте «Рождестве на Марсе» режиссёра Уэйна Койна, который также является фронтменом The Flaming Lips. В 1999 году он снялся в клипе «There She Goes», группы Sixpence None the Richer. Голдберг появился в сериале «Джоуи» в роли лучшего школьного друга главного героя — Джимми. Он также исполнил одну из основных ролей в сериале «Необычный детектив», где он сыграл полицейского-детектива из Нью-Йорка страдающего раком мозга. В 2007 году Голдберг снялся в фильме «2 дня в Париже», где исполнил одну из главных ролей в дуэте с Жюли Дельпи.
Голдберг написал, спродюсировал и снял фильмы «Виски с молоком» и I Love Your Work, а также был постановщиком ряда телевизионных проектов. Увлекающийся игрой на гитаре и сочинением песен, Голдберг выступил композитором и аранжировщиком музыки для кинолент I Love Your Work и Running with the Bulls, он также написал песню для саундтрека к фильму «Убойный молот». Кроме того, Голберг записал несколько рок- и джазовых альбомов, в том числе хорошо принятый критиками Changes, с известным латинским перкуссионистом Филом Матурано. В настоящее время он выступает с собственной музыкальной группой — LANDy. Коллекция песен, записанных в течение 6 лет, вошла в дебютный альбом LANDy Eros and Omissions, который был выпущен 23 июня 2009 года.

## Личная жизнь
Голдберг состоит в отношениях с Роксанн Дейнер, иллюстратором и дизайнером из Лос-Анджелеса. В декабре 2014 года у них родился сын, а 29 ноября 2018 года — второй.

## Фильмография

### Кино
| Год  | Название на русском                        | Оригинальное название                   | Роль                       | Примечания                            |
| ---- | ------------------------------------------ | --------------------------------------- | -------------------------- | ------------------------------------- |
| 1992 | Мистер субботний вечер                     | Mr. Saturday Night                      | Юджин Джимбел              |                                       |
| 1993 | Под кайфом и в смятении                    | Dazed And Confused                      | Майк Ньюхаус               |                                       |
| 1993 | Зятёк                                      | Son in Law                              | индеец                     |                                       |
| 1995 | Высшее образование                         | Higher Learning                         | Дэвид Айзекс               |                                       |
| 1995 | Перед рассветом                            | Before Sunrise                          | человек, спящий в поезде   | не указан в титрах                    |
| 1995 | Пророчество                                | The Prophecy                            | Джерри                     |                                       |
| 1996 | Дорога домой 2: Затерянные в Сан-Франциско | Homeward Bound 2: Lost in San Francisco | Пит                        | озвучка                               |
| 1998 | Виски с молоком                            | Scotch and Milk                         | Джим                       |                                       |
| 1998 | Кое-что о девушках                         | Some Girl                               | Фрейд                      |                                       |
| 1998 | Спасти рядового Райана                     | Saving Private Ryan                     | рядовой Стэнли Меллиш      |                                       |
| 1998 | Бэйб: Поросёнок в городе                   | Babe: Pig in the City                   | Флилик                     | озвучка                               |
| 1999 | Эд из телевизора                           | EDtv                                    | Джон                       |                                       |
| 2000 | Секс, наркотики и Сансет Стрип             | Sunset Strip                            | Марти Шапиро               |                                       |
| 2000 | —                                          | Clayton                                 | н/д                        |                                       |
| 2001 | Пробуждение жизни                          | Waking Life                             | один из четырёх человек    |                                       |
| 2001 | Парень хоть куда                           | All Over the Guy                        | Брэтт Майлз Сэнфорд        |                                       |
| 2001 | Любовь на бегу                             | Fast Sofa                               | Джек Уайс                  |                                       |
| 2001 | Согласно Спенсеру                          | According to Spencer                    | Фелди                      |                                       |
| 2001 | Игры разума                                | A Beautiful Mind                        | Сол                        |                                       |
| 2002 | Море Солтона                               | The Salton Sea                          | Куджо                      |                                       |
| 2003 | Убойный молот                              | The Hebrew Hammer                       | Мордекай Джефферсон Карвер |                                       |
| 2003 | Как отделаться от парня за 10 дней         | How to Lose a Guy in 10 Days            | Тони                       |                                       |
| 2006 | Прожигатели жизни                          | Man About Town                          | Фил Балоу                  |                                       |
| 2006 | Остаться в живых                           | Stay Alive                              | Миллер Бэнкс               |                                       |
| 2006 | Не уступить Штейнам                        | Keeping Up with the Steins              | агрессивный водитель       | не указан в титрах                    |
| 2006 | Дежа вю                                    | Déjà Vu                                 | Александер Денни           |                                       |
| 2007 | 2 дня в Париже                             | 2 Days in Paris                         | Джек                       |                                       |
| 2007 | Зодиак                                     | Zodiac                                  | Даффи Дженнингс            |                                       |
| 2007 | Нэнси Дрю                                  | Nancy Drew                              | высокомерный директор      |                                       |
| 2008 | Изнутри                                    | From Within                             | Рой                        |                                       |
| 2008 | Рождество на Марсе                         | Christmas on Mars                       | марсианский психиатр       |                                       |
| 2008 | —                                          | Kate Wakes                              | Джаред                     | короткометражный фильм                |
| 2009 | Без названия                               | (Untitled)                              | Эдриан Джейкобс            |                                       |
| 2009 | —                                          | Landy’s BFF                             | н/д                        | короткометражный фильм                |
| 2010 | Мисс Никто                                 | Miss Nobody                             | Билл Маллой                |                                       |
| 2010 | Норман                                     | Norman                                  | мистер Анджело             |                                       |
| 2011 | Монстр в Париже                            | Un monstre à Paris                      | Рауль                      | мультфильм; озвучка английской версии |
| 2012 | Потерянный Анджелес                        | Lost Angeles                            | Дипак                      |                                       |
| 2015 | —                                          | No Way Jose                             | Хосе                       |                                       |
| 2016 | Перерождение                               | Rebirth                                 | Зак                        |                                       |
| 2016 | Между нами                                 | Between Us                              | Лиам                       |                                       |
| 2017 | Его собачье дело                           | Once Upon a Time in Venice              | Лью                        |                                       |
| 2019 | Кокаиновый барон                           | Running with the Devil                  | стукач                     |                                       |
| 2021 | Экзорцизм                                  | The Exorcism                            | Питер                      |                                       |

### Телевидение
| Год       | Название на русском                   | Оригинальное название                | Роль                           | Примечания                          |
| --------- | ------------------------------------- | ------------------------------------ | ------------------------------ | ----------------------------------- |
| 1990      | Создавая женщину                      | Designing Women                      | парень с печеньем              | эпизод: A Class Act                 |
| 1991      | Мерфи Браун                           | Murphy Brown                         | Дональд Клайн                  | эпизод: Q & A on FYI                |
| 1991      | Бэйб Рут                              | Babe Ruth                            | Вендор                         | телефильм                           |
| 1991—1992 | —                                     | True Colors                          | Мартин Питмайер                | телесериал; 3 эпизода               |
| 1992      | —                                     | Jack’s Place                         | н/д                            | эпизод: I See Cupid, I See France   |
| 1993      | Шоу Джеки Томаса                      | The Jackie Thomas Show               | Ларри                          | эпизод: Strike                      |
| 1993      | Любовь и война                        | Love & War                           | разные персонажи               | телесериал; 6 эпизодов              |
| 1995      | Скорая помощь                         | ER                                   | Джошуа Шем / «мистер Салливан» | эпизод: Home                        |
| 1995      | —                                     | Double Rush                          | Лео                            | телесериал; основная роль           |
| 1995—1996 | Кот Ик                                | Eek! the Cat                         | дополнительные голоса          | мультсериал; 18 эпизодов; озвучка   |
| 1996      | Полиция Нью-Йорка                     | NYPD Blue                            | Дейв Блум                      | эпизод: The Backboard Jungle        |
| 1996      | Космос: Далёкие уголки                | Space: Above and Beyond              | сержант Луи Фокс               | эпизод: Pearly                      |
| 1996      | Друзья                                | Friends                              | Эдди                           | телесериал; 3 эпизода               |
| 1996—1997 | Относительность                       | Relativity                           | Даг                            | телесериал; основная роль           |
| 1999      | Истинная любовь                       | True Love                            | н/д                            | телефильм                           |
| 2000      | За гранью возможного                  | The Outer Limits                     | Сид Камден                     | эпизод: Skin Deep                   |
| 2000—2001 | Улица                                 | The Street                           | Эван Митчел                    | телесериал; основная роль           |
| 2001      | Уилл и Грейс                          | Will & Grace                         | Кевин Уолчек                   | эпизод: Past and Presents           |
| 2002      | Очаг напряженности                    | Flashpoint                           | Сайлас                         | телефильм                           |
| 2003      | Сваха                                 | Miss Match                           | Джарред                        | эпизод: Addicted to Love            |
| 2004      | Практика                              | The Practice                         | Ноа Берк                       | эпизод: The Case Against Alan Shore |
| 2004      | —                                     | My Life, Inc.                        | Картер Боландер                | телефильм                           |
| 2004      | Новый Франкенштейн                    | Frankenstein                         | детектив Майкл Слоан           | телефильм                           |
| 2005      | Закон и порядок: Преступное намерение | Law & Order: Criminal Intent         | Виктор Гаррос                  | эпизод: View from Up Here           |
| 2005      | —                                     | Head Cases                           | Расселл Шульц                  | телесериал; 2 эпизода               |
| 2005—2006 | Джоуи                                 | Joey                                 | Джимми                         | телесериал; роль второго плана      |
| 2006      | Меня зовут Эрл                        | My Name Is Earl                      | Файло                          | эпизод: Something to Live For       |
| 2007      | Медиум                                | Medium                               | Брюс Росситер                  | эпизод: Joe Day Afternoon           |
| 2007      | Красавцы                              | Entourage                            | Ник Рубенштейн                 | телесериал; 4 эпизода               |
| 2007      | Марлоу                                | Marlowe                              | Фрэнк Олмайер                  | телефильм                           |
| 2009      | Необычный детектив                    | The Unusuals                         | детектив Эрик Делахой          | телесериал; основная роль           |
| 2009      | 4исла                                 | Numb3rs                              | Крис Макнолл                   | эпизод: Where Credit’s Due          |
| 2011      | Белый воротничок                      | White Collar                         | Джейсон Лэнг                   | эпизод: Payback                     |
| 2011      | Светофор                              | Traffic Light                        | Реджи                          | эпизод: Best Man                    |
| 2011      | Роковые красотки                      | Femme Fatales                        | в роли самого себя             | эпизод: Behind Locked Doors         |
| 2011      | —                                     | The Trivial Pursuits of Arthur Banks | Артур Бэнкс                    | телесериал                          |
| 2012      | Нью-Йорк 22                           | NYC 22                               | Рэй «Лазарь» Харпер            | телесериал; основная роль           |
| 2013      | Компаньоны                            | Franklin & Bash                      | Огаст Уэст / Тим Уэст          | эпизод: Coffee and Cream            |
| 2013      | Анна Николь                           | Anna Nicole                          | Ховард Кей Стерн               | телефильм                           |
| 2013      | —                                     | Divorce: A Love Story                | Айк                            | телефильм                           |
| 2014      | Фарго                                 | Fargo                                | мистер Намберс                 | телесериал, 5 эпизодов              |
| 2015      | Мэрон                                 | Maron                                | Джек Росс                      | эпизод: Professor of Desire         |
| 2015—2016 | Шоу Джима Гаффигана                   | The Jim Gaffigan Show                | Дейв                           | телесериал; основная роль           |
| 2017      | Предания                              | Lore                                 | Питер Стампп                   | эпизод: The Beast Within            |
| 2017      | Грейвс                                | Graves                               | Кристофер Сакс                 | телесериал; роль второго плана      |
| 2018      | Заложница                             | Taken                                | Харден Килрой                  | телесериал; основная роль           |
| 2019      | Бог меня зафрендил                    | God Friended Me                      | Саймон Хейес                   | телесериал, 8 эпизодов              |
| 2021      | Великий уравнитель                    | The Equalizer                        | Гарри Кешегиан                 | телесериал, основная роль           |